# Stacherburg
Die Stacherburg steht in Golzheim, Gemeinde Merzenich im Kreis Düren, Nordrhein-Westfalen.

## Geschichte

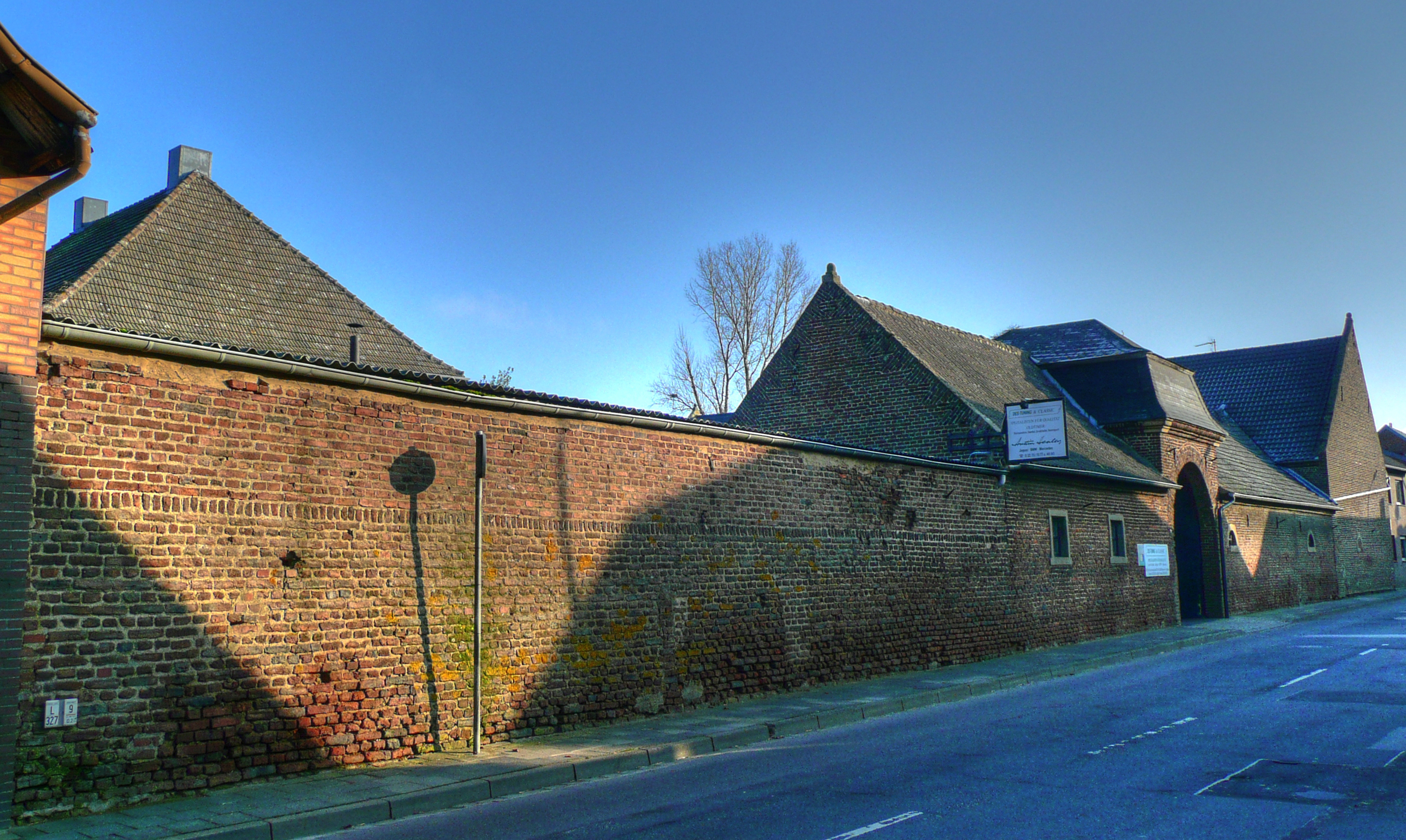
Außenmauer der Stacherburg in der Buirer Straße

Das Geschlecht der Stach von Goltzheim war seit 1375 auf der Stacherburg ansässig. Ursprünglich kam die Familie aus der südwestlich von Golzheim gelegenen Hofsiedlung Hüppelheim, die bereits im Mittelalter untergegangen war. Der erste bekannte Herr der Stacherburg war Johann Stach, der 1377 urkundlich erwähnt wird.
Nach Erbstreitigkeiten wurde 1609 Hans Stach von Golzheim Besitzer der Niederungsburg. Er verpachtete das Gut. 1685 wurde das Anwesen an den Notar Dr. Tillmann Grevenbroich aus Köln verkauft. In der ersten Hälfte des 18. Jahrhunderts ging der Besitz an Johann Arnold Leunenschloß. Über die Familien Hoffsümmer, Stupp und Diefenthal kam die Burg in den Besitz des ehemaligen Rallyefahrers Hans Schnock, der in dem Anwesen die Firma DES-Tuning & Classic Team betreibt. Hauptsächlich werden Oldtimer restauriert. 

## Beschreibung
Die Stacherburg ist eine vierflügelige Hofanlage aus Backstein. Das zweigeschossige, querrechteckige Herrenhaus besitzt ein hohes Walmdach. Es wurde 1768 von Johann Arnold Leunenschloß erbaut. Die Wirtschaftsgebäude stammen aus der gleichen Zeit. Interessant ist der an der Buirer Straße gelegene Torturm. Der kleine Ziegelturm trägt ein Mansarddach.

## Quelle
- Das Dürener Land, Bildatlas der Kreissparkasse Düren, 1971, S. 88